# Antoni Magier

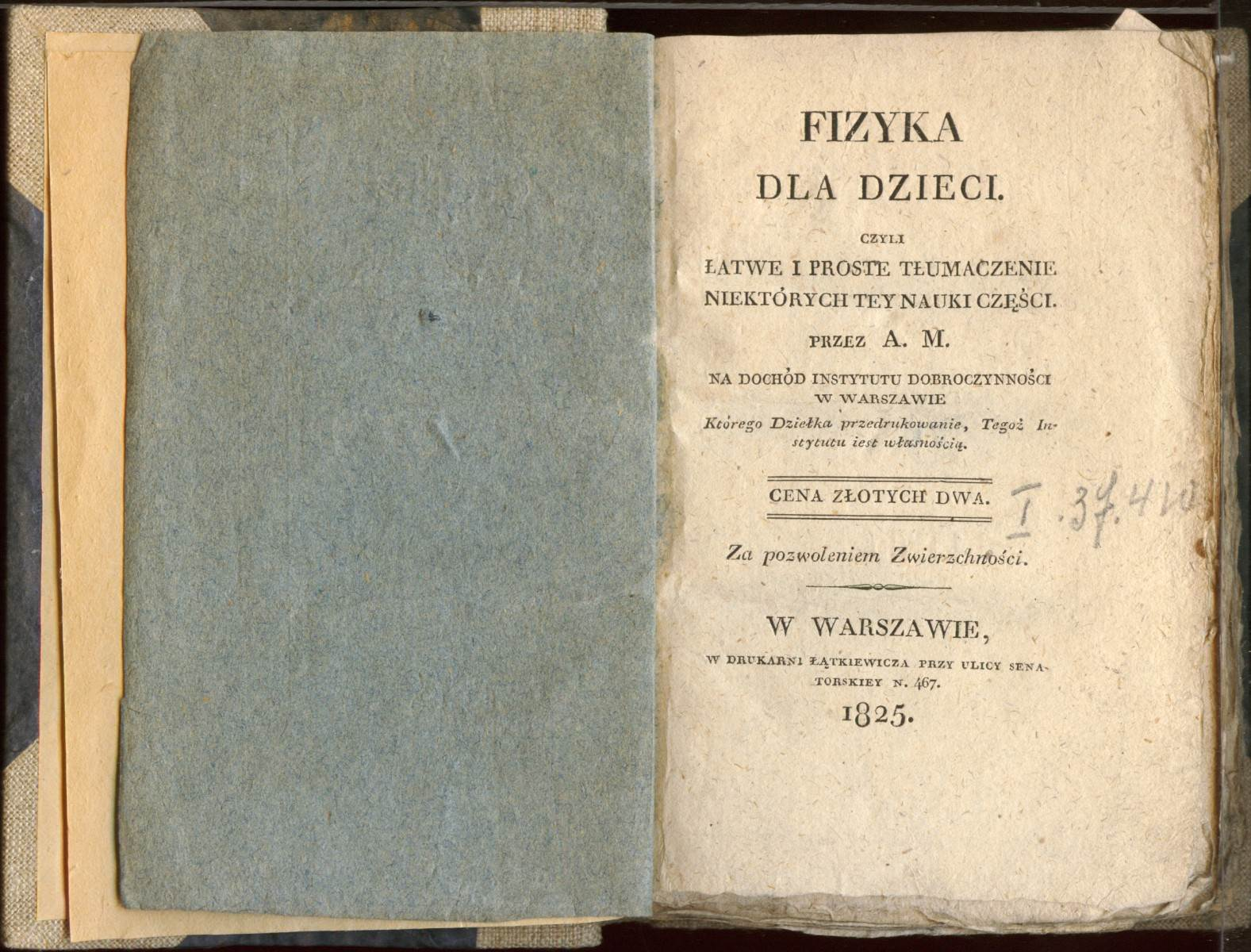
Pierwsza strona pierwszego wydania Fizyki dla dzieci Antoniego Magiera (1825)

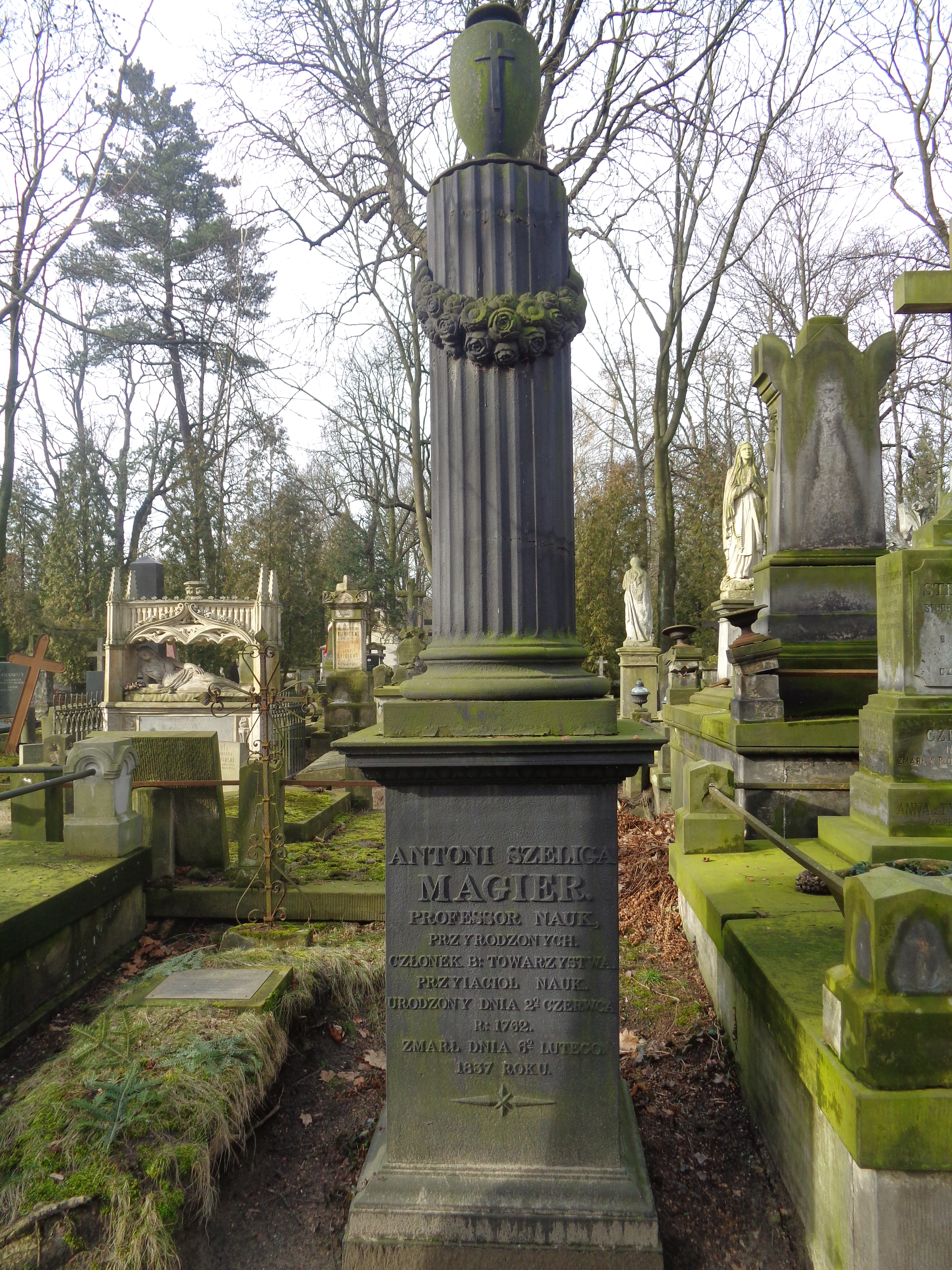
Grób Antoniego Magiera na cmentarzu Powązkowskim

Antoni Magier herbu Szeliga, kryptonim „A. M.” (ur. 2 czerwca 1762 w Warszawie, zm. 6 lutego 1837 tamże) – pisarz, pamiętnikarz, leksykograf, fizyk i meteorolog, dyrektor Inspekcji Biletów Skarbowych i asesor Dyrekcji Biletów Skarbowych w czasie powstania kościuszkowskiego (1794).

## Życiorys
Urodził się w Warszawie, jako syn Rajmunda, urzędnika gospodarczego na dworze Franciszka Bielińskiego, marszałka wielkiego koronnego, i Marianny z Małcińskich. Już jako 8-letnie dziecko pobierał swe pierwsze nauki w Gdańsku pod nadzorem ks. Rogowskiego, później kształcił się w szkołach pojezuickich. Przez dłuższy czas przebywał na dworze Bielińskich i utrzymywał bliski kontakt z dziećmi Franciszka Bielińskiego (wówczas pisarza wielkiego koronnego). W jego kancelarii znalazł kilka lat później zatrudnienie, choć nie wiadomo jaki charakter miała ówczesna praca Magiera. Niedługo potem podjął pracę w kancelarii biskupa Andrzeja Stanisława Młodziejewskiego, następnie przeszedł do Komisji Skarbowej, by nieco później trafić do domu handlowego Prota Potockiego w Chersoniu (do 1793).
Od roku 1806 był profesorem fizyki w Liceum Warszawskim. W latach 1806–1814 współpracował z Samuelem Bogumiłem Linde autorem pierwszego nowoczesnego Słownika języka polskiego. Uczestniczył w pracach nad tym dziełem zbierając materiał językowy czerpany z mowy potocznej używanej w warszawskich warsztatach rzemieślniczych. Linde wymienia go jako współpracownika we wstępie do pierwszego tomu swojego słownika .
Prowadził obserwacje meteorologiczne i hydrometeorologiczne. W roku 1833 ukończył pisanie pamiętnika pt. Estetyka miasta stołecznego Warszawy, będącego obrazem życia obyczajowego, kulturalnego i literackiego stolicy.
Członek czynny Towarzystwa Królewskiego Przyjaciół Nauk w Warszawie w 1829 roku.
Pochowany na cmentarzu Powązkowskim w Warszawie (kwatera 8-1-11).

## Upamiętnienie
W styczniu 1892 roku posiedzenie ogólne Koła Uczonych Warszawskich pod przewodnictwem profesora Adama Kitajewskiego przyznało Antoniemu Magierowi medal zasługi za wieloletnie prace naukowe. Mieszkał na ulicy Piwnej.
Obecnie w Warszawie na Bielanach, od 1961 istnieje ulica nazwana imieniem Antoniego Magiera, zaś na domu, który zamieszkiwał, relief z jego podobizną i nazwiskiem. Jest jednym z bohaterów powieści Pamiętnik Filipka Władysława Zambrzyckiego.

## Twórczość
- O próbach, czyli sposobach próbowania mocy lub tęgości wódek, spirytusów, piwa lub innych napojów, brak miejsca wydania 1801, wyd. następne: Warszawa 1808; wyd. 3 Warszawa 1814; wyd. 4 Warszawa 1817; wyd. 5 Warszawa 1822; wyd. 6 Kraków 1830; wyd. 7(?) Kraków 1842
- O używaniu barometrów, termometrów i innych instrumentów meteorologicznych, Warszawa 1802, wyd. następne: Warszawa 1815
- Estetyka miasta stołecznego Warszawy, ukończona około roku 1833, autograf znajduje się w Bibliotece Narodowej, BOZ: sygn. 1210; całość wydana z autografu, Wrocław, Zakład Narodowy im. Ossolińskich, 1963; wstęp opr.: J. Morawiński; tekst, przedmowę, komentarz, indeksy oprac. H. Szwankowska; komentarz teatralny E. Szwankowski; komentarz historyczno-literacki J. W. Gomulicki[6]
- Fizyka dla dzieci czyli łatwe i proste tłumaczenie niektórych tey nauki części. Przez A. M., Warszawa, Drukarnia Łątkiewicza, 1825
- Karta meteorologiczna stolicy Królestwa Polskiego, czyli obraz odmian powietrza... z dostrzeżeń meteorycznych czynionych w Warszawie od 1803 do 1828. Z dołączeniem osobnego Objaśnienia potrzebnego do użycia tej karty, Warszawa 1828
- Karta meteorologiczna stolicy Królestwa Polskiego. Z objaśnieniami w języku polskim i francuskim, Warszawa 1829 (odbicie małej liczby egzemplarzy)
- Tabela do zamiany wielkiej ilości spirytusów jakiejkolwiek próby na próbę 10-tą, Warszawa 1845.